# Pedro Caravana
Pedro Filipe Neto da Silva Caravana (4 de noviembre de 1974) es un deportista portugués que compitió en judo. Ganó una medalla de bronce en el Campeonato Europeo de Judo de 1997 en la categoría de –60 kg.
Participó en dos Juegos Olímpicos de Verano en los años 1996 y 2000, su mejor actuación fue un vigésimo primer puesto logrado en Atlanta 1996 en la categoría de –60 kg.

## Palmarés internacional
| Campeonato Europeo | Campeonato Europeo | Campeonato Europeo | Campeonato Europeo |
| Año                | Lugar              | Medalla            | Categoría          |
| ------------------ | ------------------ | ------------------ | ------------------ |
| 1997               | Ostende (Bélgica)  | Medalla de bronce  | –60 kg             |